# Kompleks Ikara
Kompleks Ikara – wprowadzony przez Henry’ego Murraya termin, oznaczający zespół objawów psychologicznych: fascynację ogniem, pragnienie nieśmiertelności, silną ambicję, która jednak łatwo załamuje się pod wpływem niepowodzeń.
Kompleks nazwano tak od imienia mitycznego Ikara.